# 马里奥赛车64
《马里奥赛车64》（中国大陆神游机版名“马力欧卡丁车”）是任天堂為任天堂64開發，并于1996年发行的卡丁車竞速游戏。游戏为超级任天堂游戏《超級马里奥赛车》的续作，是马里奥赛车系列第二作。游戏于1996年12月在日本首发，1997年在北美和欧洲发行；2003年於神游机发行中文版。游戏于2007年在Wii Virtual Console再版，游戏于2016年在Wii U Virtual Console再版。

## 玩法
《马里奥赛车64》是一款卡丁车竞速游戏。玩家可以在瑪利歐系列中八種角色中选择一个进行游戏。本作共有「大獎賽」、「計時賽」、「競賽模式」與「對戰模式」四種模式可供遊玩。

## 制作

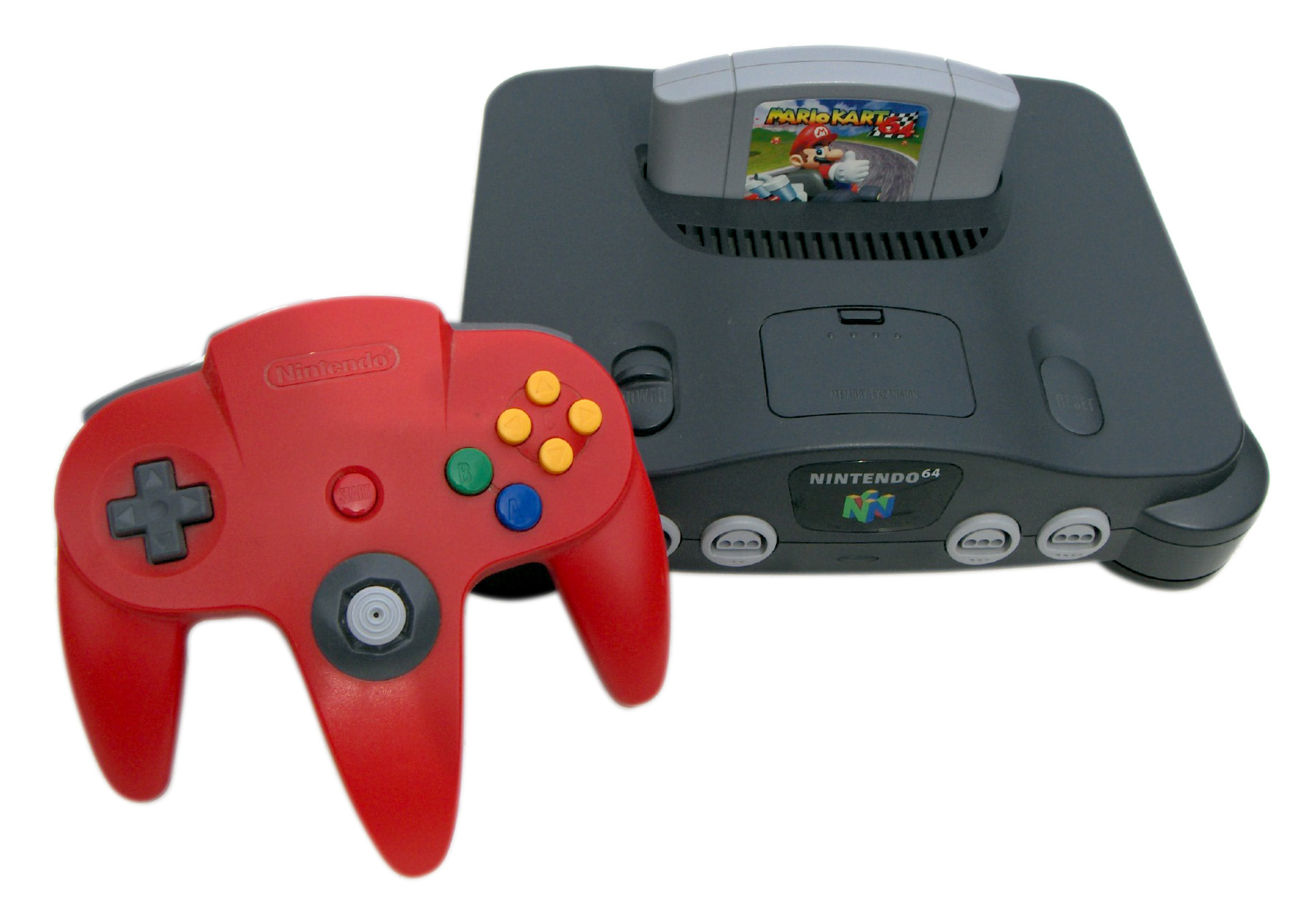
Nintendo 64游戏机与马力欧赛车64游戏卡带

游戏的制作始于1995年，以《超级马里奥赛车R》名義開發，以渲染的英文「Rendered」命名。本作原先預計與《薩爾達傳說 時之笛》與《超級瑪利歐64》共同作為任天堂64的首發遊戲推出，但大部分的人力被分配到另外兩款遊戲，導致本作延後上市 。
本作1995年11月24日在日本任天堂初心会展示部分遊玩畫面。根据制作人宫本茂回忆，在那次展示中，游戏事实上已经完成了95%，但基於多人模式難以展示的理由，最後決定只提供部分的遊戲內容。
和前作相比，游戏赛道设计改用多边形纯三维画面，并加入四人游戏模式。游戏中玩家控制马里奥系列中的角色在不同赛道竞速，游戏利用可以有利己方或妨碍他人的道具获得优势。游戏的三维画面可以实现前作Mode 7画面不具备的功能，比如仰角、桥梁、墙壁或深坑等。不过玩家角色和道具仍是事先渲染的平面精靈圖形。

## 评价
《马里奥赛车64》收到普遍正面评价。本作於全球共銷售987萬套，成為第二名的暢銷任天堂64遊戲（僅次於《超級瑪利歐64》）。